# Зоя Касамакова
Зоя Касамакова е българска кинорежисьорка и авторка на телевизионни програми, игрални, музикални и документални филми, публицистични предавания.
Завършва режисура и драматургия в университета АМУ, Прага, Чехия. Започва работа в БНТ – Детска редакция, където е режисьор на поредица от детски игрални филми и предавания. През 2005 г. е режисьор във ВТК, където прави публицистични и документални поредици. Носител на множество престижни награди.

## Филмография
- 1989: „Светулки в морето“ – детски телевизионен филм, национална награда за детско кино
- 1992: „Не пресичай кльона“ – документален филм – Номинация на МТФ „Prix Jeunesse“ – Мюнхен
- 1995: „Усмивка за сто лева“ – детски игрален филм, специална награда на МТФ „Златна ракла“ – Пловдив
- 1996: „Вуйчото“ – детски игрален филм, диплом на МТФ Москва; номинация на МТФ Чикаго; номинация на МТФ „Prix Danube“ Братислава
- 1997: „Мускетарят с маратонките“ – игрален филм, специална награда на МТФ „Златна ракла“ Пловдив; 3-та награда на МТФ „Prix Jeunesse“ Мюнхен; голяма награда на Балканския фестивал за филми и ТВ програми за деца; награда на детското жури на Балканския фестивал за филми и ТВ програми за деца; номинация на МТФ „Prix Danube“ Братислава; номинация на Фестивала за детско кино Кайро
- 1998: „На сираче хляб не се отказва“ – видеоклип, голяма награда на Международния преглед на Червения кръст
- 1998: „Песъчинка от света“ – музикален филм
- 1999:	“Нова приказка за стари вълшебства“ – филм-приказка, „Златна амфора“ на Балканския фестивал за филми и ТВ програми за деца
- 2000:	„Тъпанджия“ – поредица музикални видеоклипове
- 2000:	„Българска фантазия за град и тъпан“ – музикален филм, награда за монтаж на МТФ „Еко 2003“ Охрид; награда за операторско майсторство на МТФ „Волшебный фонарь“ Екатеринбург
- 2001:	„Друмища български“ – музикален филм
- 2003: „Като сън“ – музикален филм
- 2004:	„На теб, Родино свята“ – поредица документални филми на ВТК
- 2004:	„Пет дни в рая“ – документален филм на ВТК, номинация на Балканския фестивал за филми и ТВ програми за деца
- 2004:	„Монета във въздуха“ – детски филм, копродукция EBU, голяма награда „Златна ракла“ на МТФ „Златна ракла“ Пловдив; награда на детското жури на Балканския фестивал „Арт амфора 2005“; специална награда на МТФ „Prix Danube“ Братислава; почетна грамота от МТФ „Надежда“ Санкт Петербург
- 2005: „Размисли за мира и войната“ – документален филм на ВТК
- 2005: „Брюксел, Балканите, Европа“ – документален филм на ВТК
- 2005: „Византия и славяните“ – документален филм на ВТК
- 2006: „Мой скъпи жабчо“ – детски филм, копродукция EBU
- 2007: „Бръмбарчето“ – детски документален филм, копродукция EBU
- 2007: „Снайпер“ – седмичен политически обзор на ВТК
- 2007: „Надникни“ – детски филм, копродукция EBU
- 2008: „О, Шипка“ – документален филм на Военната киностудия
- 2008: „Серенада“ – детски филм, копродукция EBU, 3-та награда на МТФ „Волшебный фонарь“; голяма награда „Golden Cairo“ на Фестивала за детско кино Кайро; номинация на МТФ Чикаго
- 2009: „В небето и над него“ – публицистична поредица на ВТК
- 2009: „Латина“ – детски документален филм, копродукция EBU
- 2010: видеоклипове за рекламна кампания на Министерството на извънредните ситуации за хора с увреждания
- 2010: „Стоян Гигов – музикантът шоумен“ – фолклорен филм на БНТ
- 2010: „Вечната Янка Рупкина“ – фолклорен филм на БНТ
- 2010: „Полети към победата“ – документален филм
- 2011: „Будна светлина“ – документален филм за хора с увреждания